# Садівська сільська рада (Арбузинський район)
Саді́вська сільська́ ра́да — орган місцевого самоврядування в Арбузинському районі Миколаївської області. Адміністративний центр — село Садове.

## Загальні відомості
- Населення ради: 1 178 осіб (станом на 2001 рік)

## Населені пункти
Сільській раді підпорядковані населені пункти:
- с. Садове
- с. Виноградний Яр
- с. Зелена Поляна
- с. Новомихайлівка

## Склад ради
Рада складається з 16 депутатів та голови.
- Голова ради: Мороз Олександр Олександрович
- Секретар ради: Кущева Тетяна Андріївна

### Керівний склад попередніх скликань
| ПІБ                           | Основні відомості                                                         | Дата обрання | Дата звільнення |
| ----------------------------- | ------------------------------------------------------------------------- | ------------ | --------------- |
| Сухінін Василь Петрович       | Сільський голова, 1949 року народження, член Народної партії              | 26.03.2006   | 31.10.2010      |
| Мороз Олександр Олександрович | Сільський голова, 1972 року народження, освіта вища, член Партії регіонів | 31.10.2010   |                 |

Примітка: таблиця складена за даними джерела